# Stadio Atleti Azzurri d'Italia
Gewiss Stadium er et fodboldstadion i den italienske by Bergamo i regionen Lombardiet. Det har en kapacitet på godt 24.000 tilskuere, og benyttes af fodboldklubberne Atalanta BC og UC AlbinoLeffe.
Stadionet blev bygget i årene 1927-1928, og det blev officielt indviet 1. november 1928. Atleti Azzurri d'Italia betragtes i dag som meget umoderne, blandt andet fordi der ingen overdækkede tilskuerpladser findes. 